# Marshall Brickman
Pour les articles homonymes, voir Brickman.
Marshall Michael Brickman, (Rio de Janeiro, 25 août 1939 – New York, 29 novembre 2024), est un scénariste américain, connu pour avoir plusieurs fois collaboré avec Woody Allen. Aussi musicien, Marshall Brickman a notamment joué du banjo aux côtés d'Eric Weissberg dans les années 1960.

## Biographie
Marshall Brickman est né au Brésil de parents américains, Pauline (née Wolin) et Abram Brickman. Après avoir fréquenté l'Université du Wisconsin à Madison, il devient membre du groupe de folk The Tarriers (en) en 1962, recruté par son camarade de classe Eric Weissberg. À la séparation du groupe en 1965, Brickman rejoint The New Journeymen aux côtés de John et Michelle Phillips, qui connaîtront plus tard un franc succès avec The Mamas and the Papas. Il quitte ensuite The New Journeymen afin de poursuivre une carrière de scénariste pour la télévision. C'est à ce moment qu'il fait la connaissance du jeune réalisateur Woody Allen. Tous les deux collaborent sur les scripts de Woody et les Robots, Annie Hall — film grâce auquel il remporte l'Oscar du meilleur scénario original en 1978 —  et Manhattan.
Dans les années 1980, Brickman réalise plusieurs longs métrages basés sur ses propres scénarios, tels que Simon, Lovesick et Le Projet Manhattan, ainsi que Et Dieu créa Sœur Mary, un téléfilm adapté d'une pièce de théâtre écrite par Christopher Durang. Il retravaille avec Allen en 1993, et signe l'intrigue de Meurtre mystérieux à Manhattan.

## Filmographie

### Scénariste

#### Au cinéma
- 1973 : Woody et les Robots (Sleeper) de Woody Allen
- 1977 : Annie Hall de Woody Allen
- 1979 : Manhattan de Woody Allen
- 1980 : Simon de Marshall Brickman
- 1983 : Lovesick de Marshall Brickman
- 1986 : Le Projet Manhattan (The Manhattan Project) de Marshall Brickman
- 1991 : For the Boys de Mark Rydell
- 1993 : Meurtre mystérieux à Manhattan (Manhattan Murder Mystery) de Woody Allen
- 1994 : Intersection de Mark Rydell

#### À la télévision

##### Séries télévisées
- 1967 : The Kraft Music Hall (en), épisode « Woody Allen Looks at 1967 » (1-12)
- 1969 – 1970 : The Tonight Show Starring Johnny Carson, 110 épisodes

##### Téléfilms
- 1969 : The Johnny Carson Special de Bobby Quinn
- 1974 : Ann in Blue de Theodore J. Flicker (en)
- 1975 : The Muppet Show: Sex and Violence (en) de Dave Wilson (en)
- 1977 : Off Campus de Burt Brinckerhoff